# Tobias Frank

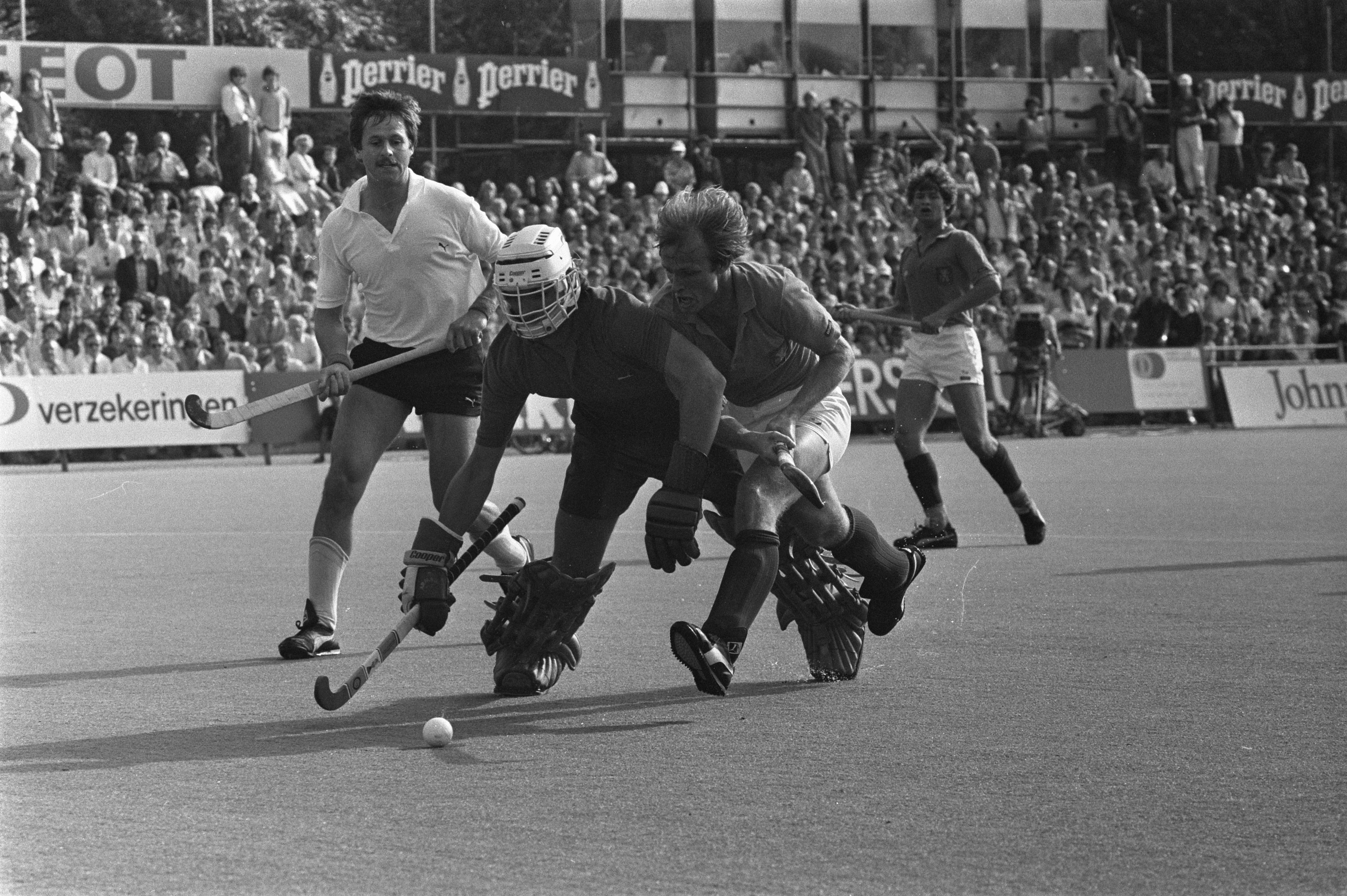
Torhüter Tobias Frank im Duell mit dem niederländischen Hockeyspieler Cees Jan Diepeveen, 1982

Tobias Frank (* 5. April 1958 in Worms) ist ein ehemaliger deutscher Hockeyspieler und zweimaliger Silbermedaillengewinner bei Olympischen Spielen.

## Karriere
1979 wechselte Tobias Frank von Schott Mainz zum Rüsselsheimer RK und war danach zehn Jahre der Stammtorwart der Rüsselsheimer.
1979 debütierte er in der deutschen Hockeynationalmannschaft. Sein erster großer Erfolg war der Gewinn der Halleneuropameisterschaft 1980. Bei der Weltmeisterschaft 1981/1982 in Bombay erreichte die deutsche Mannschaft das Finale und unterlag dort der pakistanischen Auswahl mit 1:3. 1984 fuhr er als zweiter Torhüter neben Christian Bassemir zu den Olympischen Spielen 1984 nach Los Angeles und wurde dort in fünf Spielen eingesetzt. Im Finale stand die deutsche Mannschaft erneut der Mannschaft Pakistans gegenüber. Nachdem die reguläre Spielzeit mit 1:1 geendet hatte, gelang Pakistan in der Verlängerung das 2:1.
Bei der Weltmeisterschaft 1986 belegte Frank mit der deutschen Mannschaft den dritten Platz, 1986, 1987 und 1988 gehörte er bei der Champions Trophy zum siegreichen deutschen Aufgebot. 1988 siegte Frank nach 1980 erneut bei der Halleneuropameisterschaft. Frank und Christian Schliemann waren die beiden Torhüter im deutschen Aufgebot für die Olympischen Spiele in Seoul, wo Frank erneut in fünf Spielen eingesetzt wurde. Frank stand auch im Finale im Tor, als die deutsche Mannschaft gegen die Mannschaft des Vereinigten Königreiches mit 1:3 verlor.
Insgesamt wirkte Tobias Frank von 1979 bis 1989 in 113 Länderspielen mit, davon 35 in der Halle.